# EM i atletik 1934
De første europamesterskaber i atletik blev afholdt på Stadio Comunale i Torino, Italien fra den 7. til den 9. september 1934, og indeholdt alene konkurrencer for herrer. Kvindemesterskaber afholdtes separat i 1938, og herre- og kvindekonkurrencer blev afholdt samlet fra 1946. 
Diskussionen om afholdelsen af europamesterskaber i atletik blev påbegyndt før 1930, da et ungarsk medlem af IAAF, dr. Stankovics, indgav sit forslag til organisationen. Ved IAAF's kongres i Berlin i 1933 blev forslaget vedtaget, og Italien blev udpeget som værtsnation. 

## Resultater[1]

### Konkurrencer
| 100 m        | Chris Berger · Holland                                                          | 10.6       | Erich Borchmeyer · Tyskland                                                 | 10.7     | József Sir · Ungarn                                                              | 10.7     |
| 200 m        | Chris Berger · Holland                                                          | 21.5       | József Sir · Ungarn                                                         | 21.5     | Tinus Osendarp · Holland                                                         | 21.6     |
| 400 m        | Adolf Metzner · Tyskland                                                        | 47.9       | Pierre Skawinski · Frankrig                                                 | 48.0     | Bertil von Wachenfeldt · Sverige                                                 | 48.0     |
| 800 m        | Miklós Szabó · Ungarn                                                           | 1:52.0     | Mario Lanzi · Italien                                                       | 1:52.0   | Wolfgang Dessecker · Tyskland                                                    | 1:52.2   |
| 1500 m       | Luigi Beccali · Italien                                                         | 3:54.6     | Miklós Szabó · Ungarn                                                       | 3:55.2   | Roger Normand · Frankrig                                                         | 3:57.0   |
| 5000 m       | Roger Rochard · Frankrig                                                        | 14:36.8    | Janusz Kusociński · Polen                                                   | 14:41.2  | Ilmari Salminen · Finland                                                        | 14:43.6  |
| 10.000 m     | Ilmari Salminen · Finland                                                       | 31:02.6    | Arvo Askola · Finland                                                       | 31:03.3  | Henry Nielsen · Danmark                                                          | 31:27.4  |
| Maraton      | Armas Toivonen · Finland                                                        | 2: 52:29   | Thore Enochsson · Sverige                                                   | 2: 54:36 | Aurelie Genghini · Italien                                                       | 2: 55:04 |
| 110 m hæk    | József Kovács · Ungarn                                                          | 14.8       | Erwin Wagner · Tyskland                                                     | 14.9     | Holger Albrechtsen · Norge                                                       | 15.0     |
| 400 m hæk    | Hans Scheele · Tyskland                                                         | 53.2       | Akilles Järvinen · Finland                                                  | 53.7     | Christos Mantikas · Grækenland                                                   | 54.9     |
| 50 km gang   | Jānis Daliņš · Letland                                                          | 4: 49:53   | Arthur Tell Schwab · Schweiz                                                | 4: 53:09 | Ettore Rivolta · Italien                                                         | 4: 54:06 |
| 4 x 100 m    | Tyskland · Egon Schein · Erwin Gillmeister · Gerd Hornberger · Erich Borchmeyer | 41.0       | Ungarn · László Forgács · József Kovács · József Sir · Gyula Gyenes         | 41.4     | Holland · Tinus Osendarp · Tjeerd Boersma · Robert Jansen · Chris Berger         | 41.6     |
| 4 x 400 m    | Tyskland · Helmut Hamann · Hans Scheele · Harry Voigt · Adolf Metzner           | 3:14.1     | Frankrig · Robert Paul · Serge Guillez · Raymond Boisset · Pierre Skawinski | 3:15.6   | Sverige · Sven Strömberg · Pelle Pihl · Gustaf Eriksson · Bertil von Wachenfeldt | 3:16.6   |
| Højdespring  | Kalevi Kotkas · Finland                                                         | 2.00       | Birger Halvorsen · Norge                                                    | 1.97     | Veikko Peräsalo · Finland                                                        | 1.97     |
| Længdespring | Wilhelm Leichum · Tyskland                                                      | 7.45       | Otto Berg · Norge                                                           | 7.31     | Luz Long · Tyskland                                                              | 7.25     |
| Stangspring  | Gustav Wegner · Tyskland                                                        | 4.00       | Bo Ljungberg · Sverige                                                      | 4.00     | John Lindroth · Finland                                                          | 3.90     |
| Trespring    | Willem Peters · Holland                                                         | 14.89      | Eric Svensson · Sverige                                                     | 14.83    | Onni Rajasaari · Finland                                                         | 14.74    |
| Kuglestød    | Arnold Viiding · Estland                                                        | 15.19      | Risto Kuntsi · Finland                                                      | 15.19    | František Douda · Tjekkoslovakiet                                                | 15.18    |
| Diskos       | Harald Andersson · Sverige                                                      | 50.38      | Paul Winter · Frankrig                                                      | 47.09    | István Donogán · Ungarn                                                          | 45.91    |
| Spyd         | Matti Järvinen · Finland                                                        | 76.66 (WR) | Matti Sippala · Finland                                                     | 69.97    | Gustav Sule · Estland                                                            | 69.31    |
| Hammer       | Ville Pörhölä · Finland                                                         | 50.34      | Fernande Vandelli · Italien                                                 | 48.69    | Gunnar Jansson · Sverige                                                         | 47.85    |
| Tikamp       | Hans-Heinrich Sievert · Tyskland                                                | 6858       | Leif Dahlgren · Sverige                                                     | 6666     | Jerzy Pławczyk · Polen                                                           | 6399     |
|              |                                                                                 |            |                                                                             |          |                                                                                  |          |

## Medaljetabel
| Placering | Land            | Guld | Sølv | Bronze | Total |
| --------- | --------------- | ---- | ---- | ------ | ----- |
| 1.        | Tyskland        | 7    | 2    | 2      | 11    |
| 2.        | Finland         | 5    | 4    | 4      | 13    |
| 3.        | Holland         | 3    | 0    | 2      | 5     |
| 4.        | Ungarn          | 2    | 3    | 2      | 7     |
| 5.        | Sverige         | 1    | 4    | 3      | 8     |
| 6.        | Frankrig        | 1    | 3    | 1      | 5     |
| 7.        | Italien         | 1    | 2    | 2      | 5     |
| 8.        | Estland         | 1    | 0    | 1      | 2     |
| 9.        | Letland         | 1    | 0    | 0      | 1     |
| 10.       | Norge           | 0    | 2    | 1      | 3     |
| 11.       | Polen           | 0    | 1    | 1      | 2     |
| 12.       | Schweiz         | 0    | 1    | 0      | 1     |
| 13=       | Tjekkoslovakiet | 0    | 0    | 1      | 1     |
| 13=       | Danmark         | 0    | 0    | 1      | 1     |
| 13=       | Grækenland      | 0    | 0    | 1      | 1     |

## Eksterne links
- EAA Official Website Arkiveret 17. september 2008 hos  Wayback Machine
- Athletix (Webside ikke længere tilgængelig)